# UGC 8335
UGC 8335 = Arp 238 ist ein wechselwirkendes Galaxienpaar im Sternbild Großer Bär. Die beiden Galaxien sind über eine Brücke aus Sternen und kosmischem Staub miteinander verbunden und sind etwa 418 Millionen Lichtjahre von der Milchstraße entfernt. Halton Arp gliederte seinen Katalog ungewöhnlicher Galaxien nach rein morphologischen Kriterien in Gruppen. Diese Galaxie gehört zu der Klasse Galaxien mit Anzeichen für eine Aufspaltung.